# 蒂内奥
蒂内奥，是西班牙阿斯图里亚斯的一个市镇。总面积541平方公里，总人口12598人（2001年），人口密度23人/平方公里。